# 10 East 40th Street
Il Mercantile Building, conosciuto anche come 10 East 40th Street, è un grattacielo ad uso misto di New York.

## Caratteristiche
Inaugurato nel 1929 con il nome di Chase Tower ebbe come primo proprietario Frederick William Vanderbilt. Alto 193 metri e con 48 piani quando venne completato era il quarto grattacielo più alto del mondo anche se oggi è solo il novantacinquesimo più alto della città. Tra gli inquilini al suo interno è presente il consolato americano del Marocco.
Solo nel 2007 l'edificio è stato collegato alla corrente elettrica alternata ed è stato quindi l'edificio di New York collegato più a lungo alla corrente elettrica diretta (esattamente 78 anni).